# Silvia Rupil

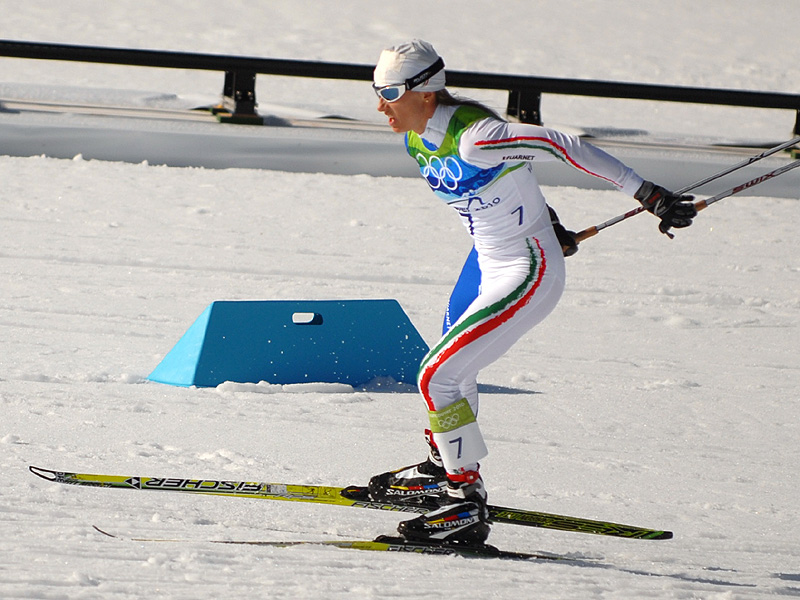
Silvia Rupil under Vinter-OS 2010

Silvia Rupil, född 21 januari 1985, är en italiensk längdskidåkare. Hon har tävlat i världscupen sedan 2006. Hon deltog bland annat i Tour de Ski 2009/2010 och olympiska vinterspelen 2010.